# Кучинский, Станислав Доминикович
Станисла́в (Сильве́стр) Домини́кович (Дми́триевич) Кучи́нский (11 декабря 1862, Варшава — ?) — русский архитектор польского происхождения, мастер модерна.

## Биография

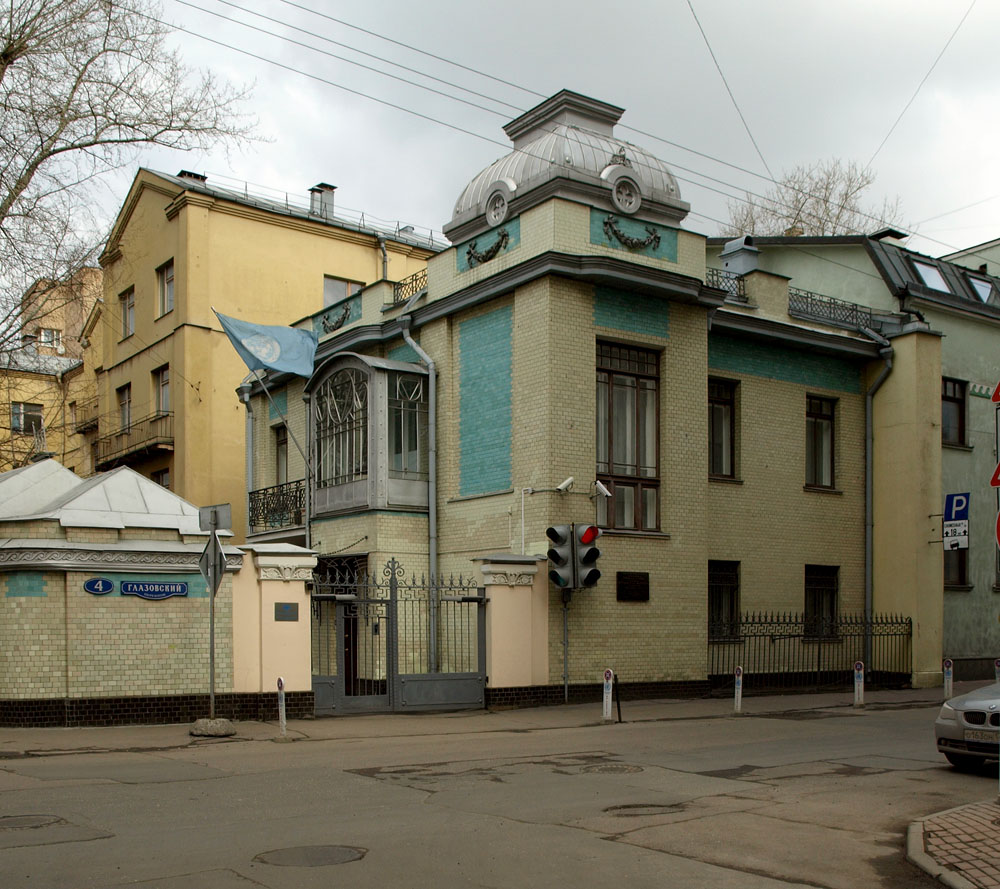
Городская усадьба П. А. и Н. П. Павловых («Товарищества мануфактур, основанных И. И. Скворцовым»)

Родился 11 декабря 1862 года в Варшаве. В 1875 году поступил в Московское училище живописи, ваяния и зодчества (МУЖВЗ), но выбыл оттуда в 1887 году, не окончив курса обучения. Работал в архитектурной мастерской С. М. Гончарова. Член Московского архитектурного общества с 1899 года. В 1904 году пожертвовал средства МУЖВЗ на учреждение стипендии учащимся. Судьба зодчего после 1917 года неизвестна. Несмотря на малочисленность построек архитектора, С. Д. Кучинский вошёл, по мнению доктора искусствоведения М. В. Нащокиной, в историю московского модерна как автор здания в Денежном переулке.

## Проекты и постройки
- Промышленные строения (1890-е, Ивановская область);
- Промышленные постройки (1890-е, Шуя)
- Жилой дом — общежитие кондитерской фабрики (1901, Берсеневская набережная, 12, стр. 3)[1];
- Дом С. Н. Батюшкова (1902, Большая Никитская улица, 24/1 — Хлыновский тупик, 1/24)[1];
- Конкурсный проект Пушкинской народной аудитории, совместно с С. Я. Яковлевым (1-я премия) (1905, не осуществлён);
- Городская усадьба П. А. и Н. П. Павловых («Товарищества мануфактур, основанных И. И. Скворцовым») (1905—1906, Денежный переулок, 16/4 — Глазовский переулок, 4/16), объект культурного наследия регионального значения[1].